# Babylon (1998)
Babylon is een Nederlandse film uit 1998 van Eddy Terstall. Hij is gebaseerd op een scenario van hemzelf. De film heeft als alternatieve titel Babylon (1998). In deze film lopen een stuk of vijf geschiedenissen door elkaar waaronder van een aantal buitenlandse toeristen en aantal rasechte Amsterdammers. Er hangt een zomers erotische sfeer. Er ontstaat een soort Babylonische spraakverwarring door alle culturele miscommunicaties. De Toren van Babel is in dit geval de Westertoren in Amsterdam.